# УБ
УБ (Универсална, Березин) е съветска авиационна картечница, създадена от конструктора М. Е. Березин през 1938 г. и използвана през Втората световна война. Конструирана първоначално за увеличаване огневата мощ на изтребителите, през войната тя се налага като една от основните големокалибрени картечници в изтребителната авиация и измества станалата вече слабоефективна картечница ШКАС в ролята на отбранително въоръжение на бомбардировачите. След войната с нея е въоръжен и учебния вариант на изтребителя МиГ-15 – УТИМиГ-15.

## Създаване
М. Е. Березин започва работата по новото оръжие през 1937 г., използвайки за него 12.7-мм патрон от пехотна картечница. През октомври – декември 1938 г. картечницата преминава заводски и полигонни изпитания, на които се представя много добре и на 12 април 1939 г., още преди да са завършили войсковите ѝ изпитания, е прието решение за пускането ѝ в серийно производство под обозначението БС (Березин, Синхронна). Тя се отличава с висок темп на стрелбата и простота на механизма и обслужването, но се оказва, че притежава и сериозни недостатъци – като появата на засечки и недостатъчна издръжливост на някои детайли от конструкцията, но главният недостатък е трудното ѝ презареждане във въздуха. То се осъществява от пилота с помощта на система от въжета и изисква от него големи физически усилия. Това е особено непригодимо по време на скоротечен въздушен бой, когато и секундите са решаващи.
Това налага модернизирането на картечницата, при което тя е разработена вече в три варианта – УБС, УБК и УБТ. Променени и подобрени са спусковия и ударния механизми, както и е въведено дистанционно презареждане във въздуха с помощта на сгъстен въздух (първата картечница в съветската авиация използваща пневматика при презареждането). Във варианта УБТ за отбранително въоръжение на самолетите, обслужван от отделен член на екипажа, презареждането се осъществява с ръкохватка от лостов тип, разработена от Г. Е. Никитин. В началото на 1941 г. новата картечница успешно преминава войскови изпитания и на 22 април 1941 г. е приета на въоръжение с името УБ (Универсална, Березин) и влиза в масово производство.
Производството ѝ се осъществява в Тулския оръжеен и Ижевския машиностроителен заводи. През 1941 г. са произведени 6300 картечници УБ, през 1943 г. – 43 690, през 1944 г. – 38 340, през 1945 г. – 42 952.

## Варианти
- БС (Березин, синхронна) – Първият вариант на картечницата, синхронизиран за стрелба през плоскостта на въртящото се витло на двигателя. Монтиран на изтребителите И-15, И-153БС, И-16, МиГ-1, МиГ-3 и др.

- УБС (Универсална, Березин, Синхронна) – Модернизиран вариант на БС, при който са отстранени недостатъците на първия. Монтиран на изтребителите Як-1, Як-3, Як-7б, Як-9, МиГ-3, ЛаГГ-3.

- УБК (Универсална, Березин, Крилна) – Вариант за монтиране в крилата на самолета. Монтиран на Пе-2, УТИМиГ-15 и някои варианти на МиГ-3 (т. нар. „петточков МиГ“).

- УБТ (Универсална, Березин, Турелна) – Вариант на картечницата за отбранително въоръжение на самолетите (за монтиране на специална въртяща се установка „турел“ – от френски „tourelle“ – предназначена обикновено за защита на задната полусфера на самолета и обслужвана от отделен член на екипажа). Използван е на бомбардировачите СБ, Пе-2, Ер-2, Ту-2, Ил-4 и Пе-8, както и на щурмовика Ил-2.

Като по-нататъшна модификация на картечницата може да се разглежда и 20-мм авиационно оръдие Б-20, което е създадено на нейна основа по пътя на замяната на ствола.

## Бойно използване
В изтребителната авиация картечницата е използвана основно за борба с въздушните цели на противника. Недостатъчната бронепробиваемост на куршума ѝ я прави непригодна за борба с танкове, но е използвана при атаки срещу пехота, артилерия, лекобронирани цели и снабдителни конвои. В бомбардировъчната авиация като отбранително въоръжение, тя бързо измества картечницата ШКАС, която се оказва слабоефективна след появата на самолети с бронирани основни възли и агрегати в конструкцията.